# Nikolaifleet

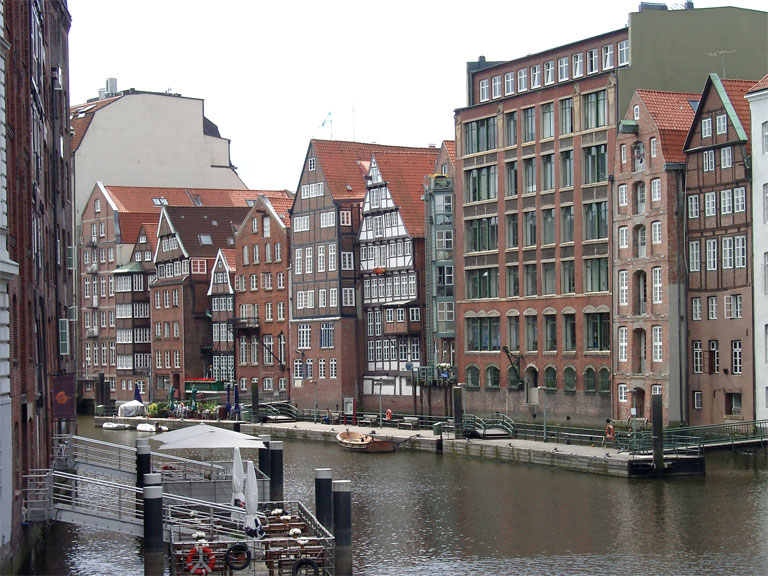
Nikolaifleet

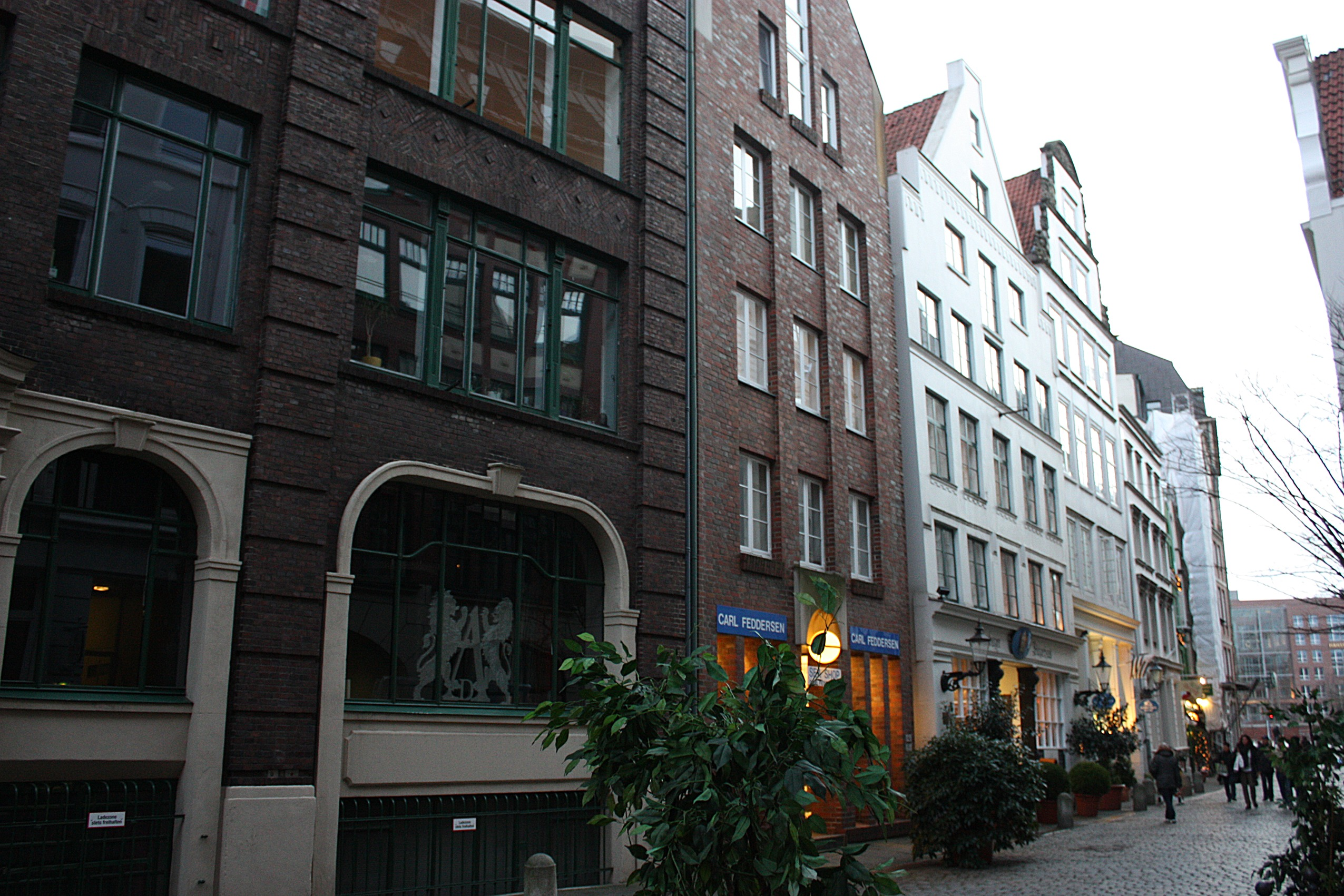
Deichstrasse

Nikolaifleet är en kanal i Altstadt, Hamburg som kantas av äldre byggnader och är en del av Hamburgs allra första hamn från år 1188. Flera byggnader har överlevt både Hamburgs brand år 1842 samt andra världskrigets bombningar. På gatan Deichstrasse ligger flera av dessa gamla byggnader som idag utgör en turistattraktion med bland annat restauranger. I närheten ligger Rödingsmarkt station som trafikeras av tunnelbana linje U3.

## Bilder

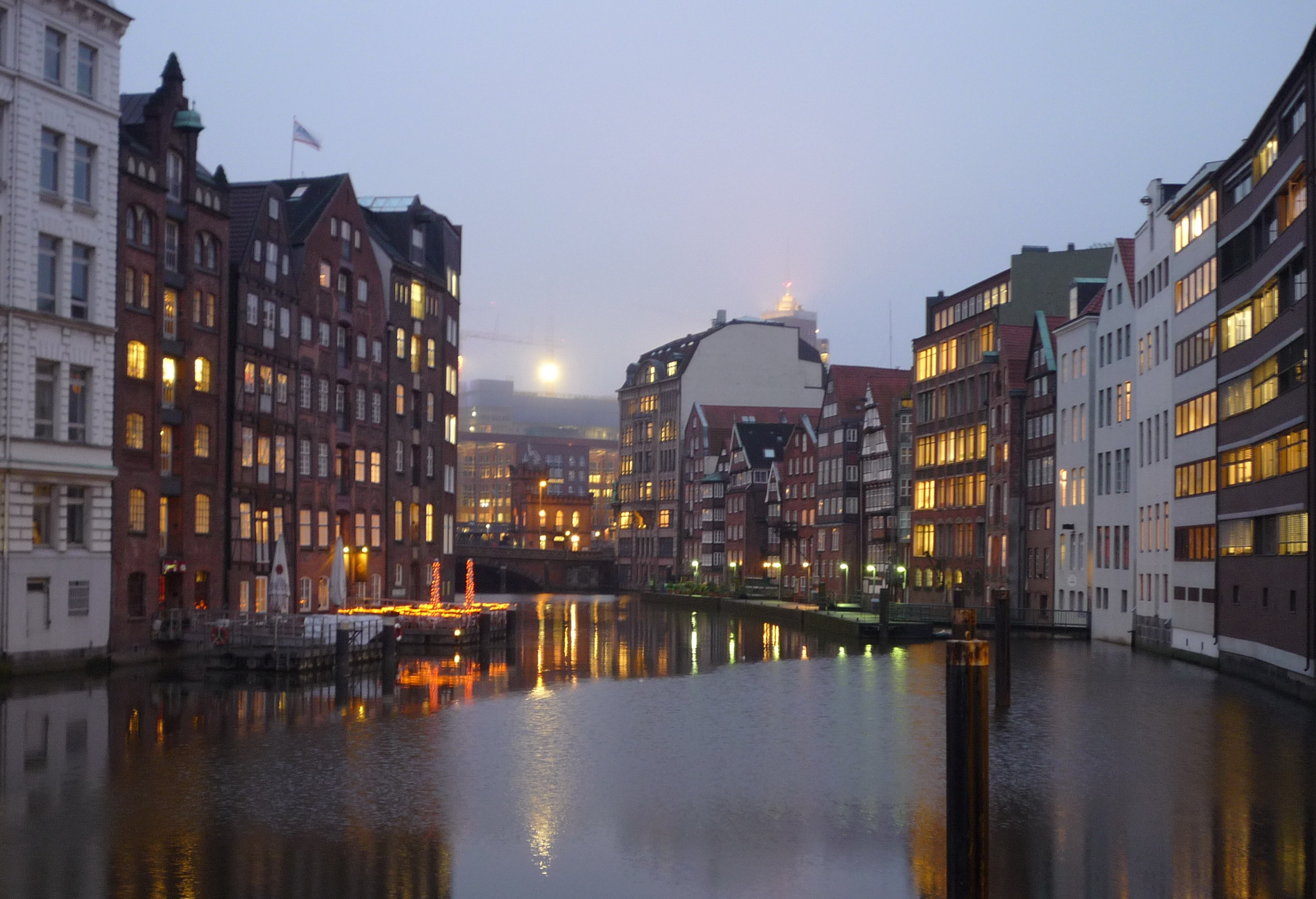
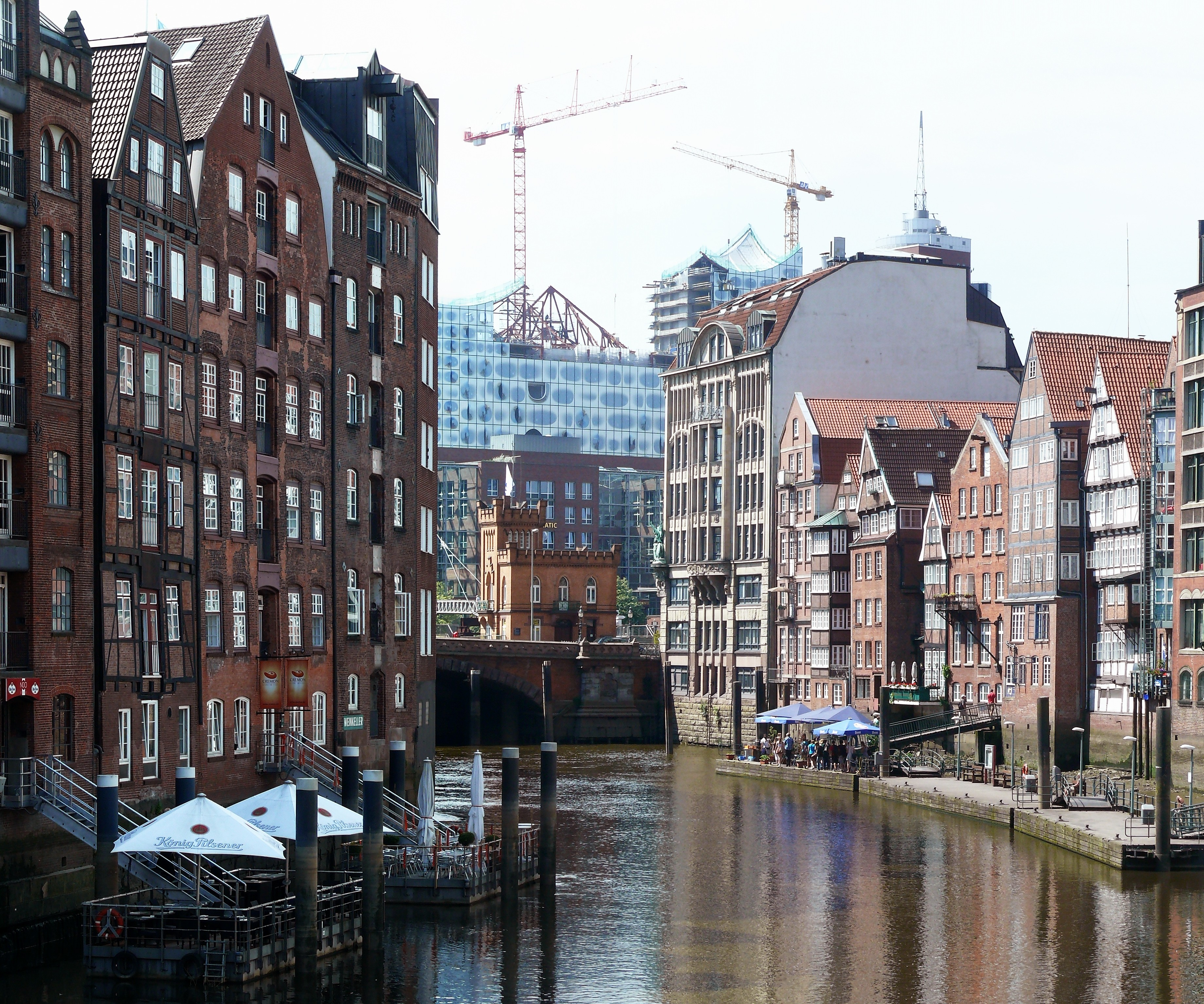
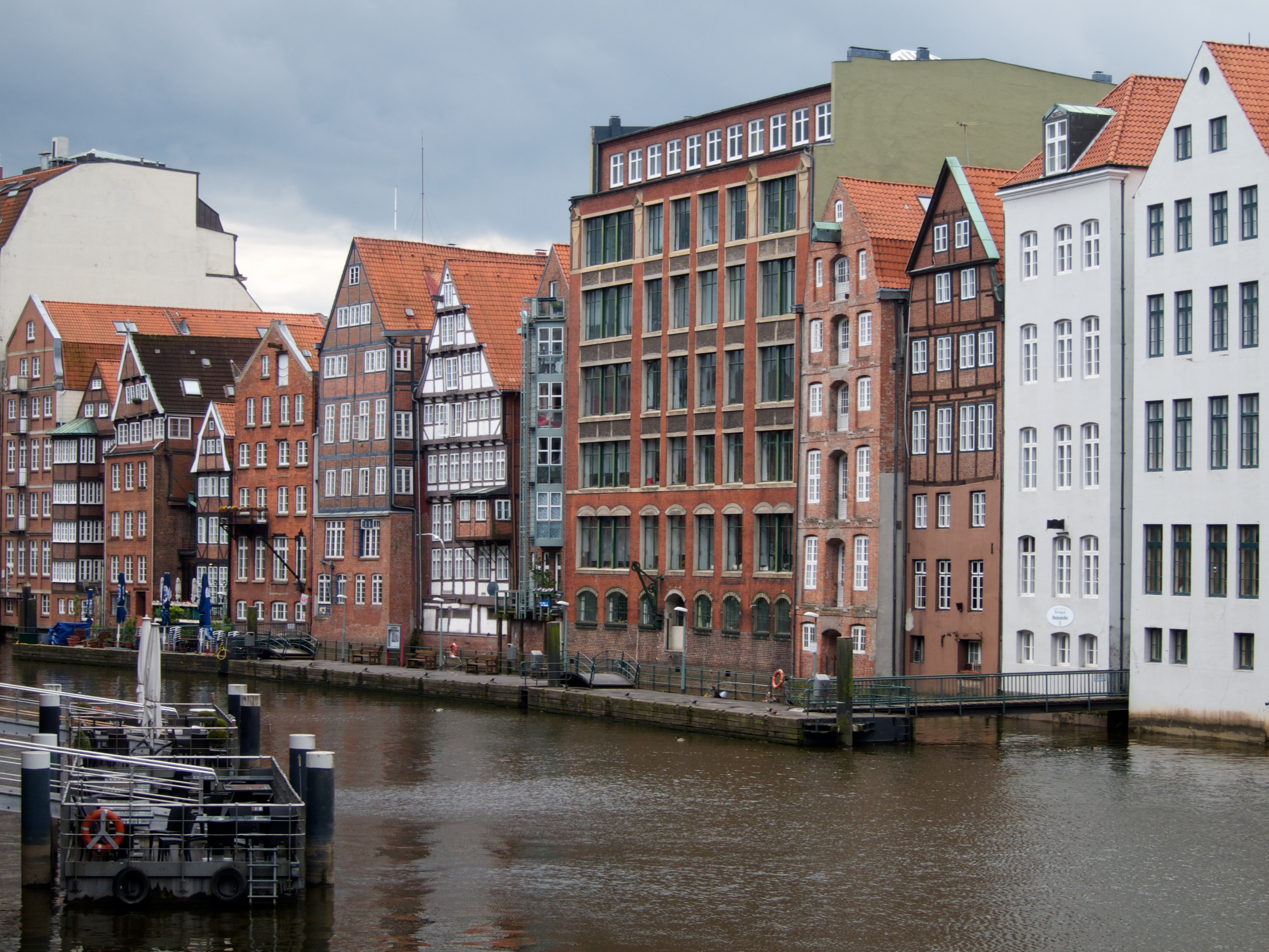
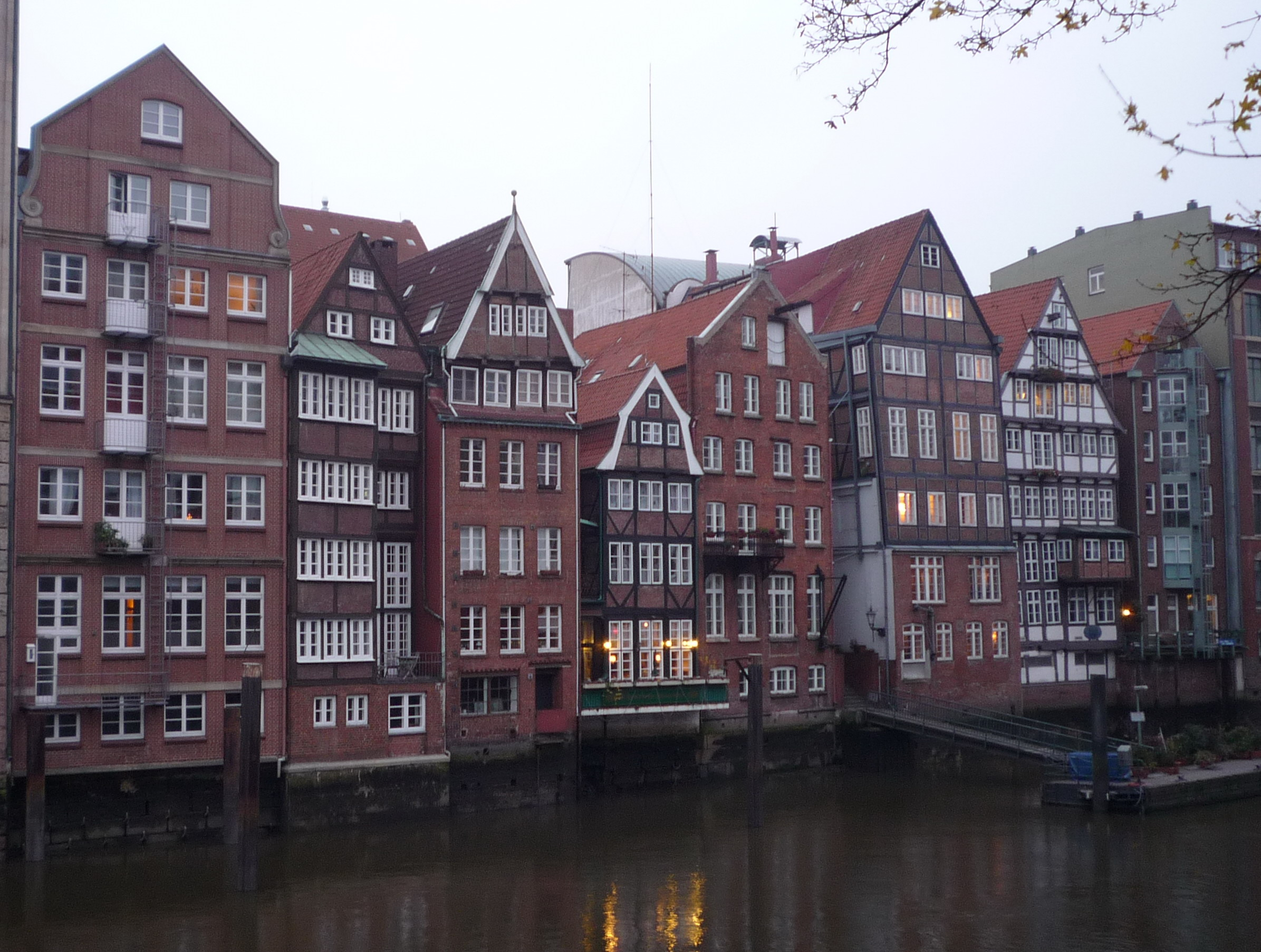